# Geschichte der Juden in Serbien

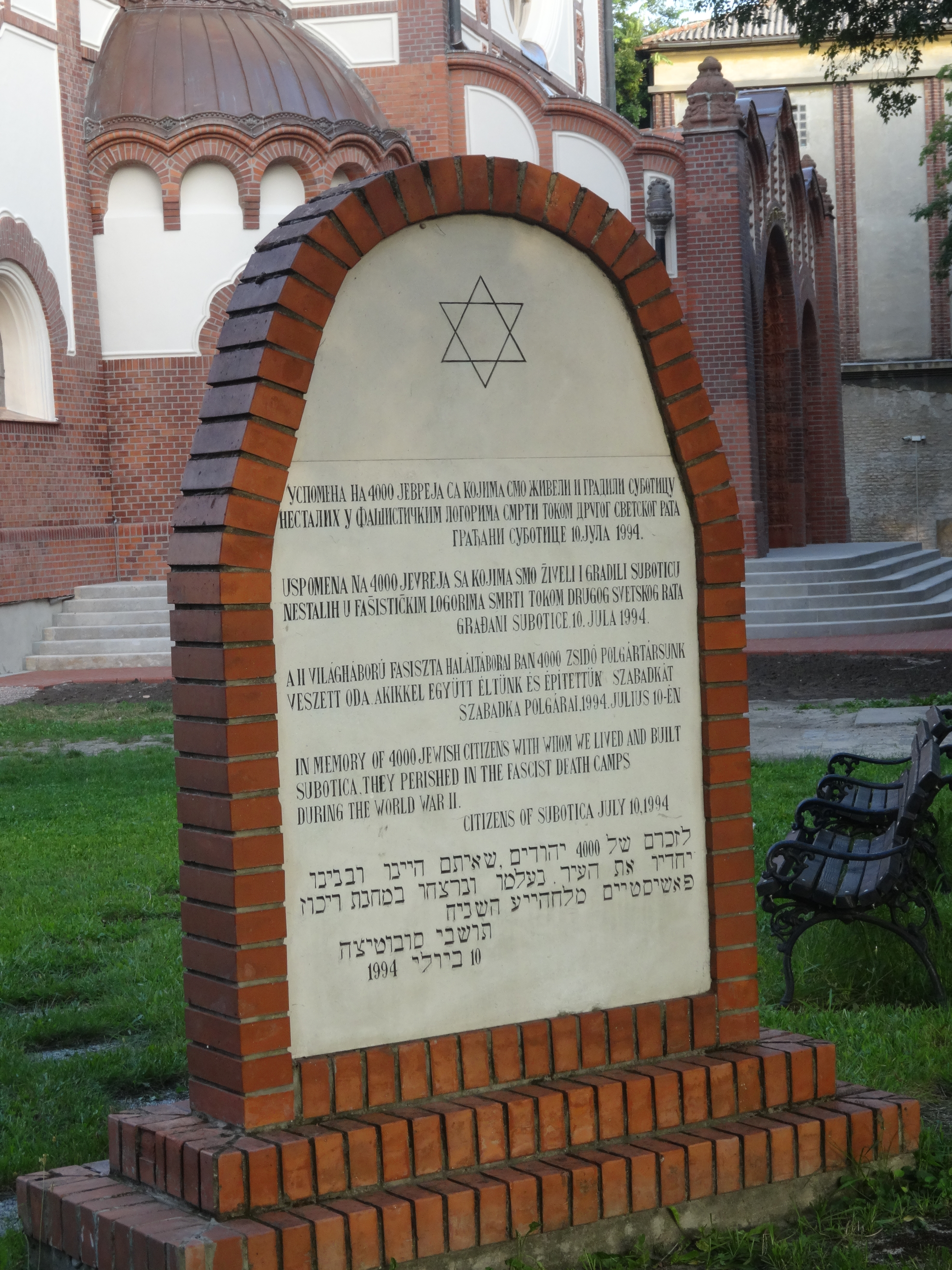
Eine Gedenktafel vor der Synagoge von Subotica erinnert an die 4000 Juden der Stadt, die im Holocaust ermordet wurden. Im Text der Gedenktafel heißt es: „In Erinnerung an die 4000 Juden, mit denen wir zusammen gelebt und Subotica aufgebaut haben, die im Zweiten Weltkrieg in faschistischen Todeslagern umgekommen sind.“

Die Geschichte der Juden in Serbien ist etwa zweitausend Jahre alt. Die ersten Juden kamen während der Römerzeit in die Region. Die jüdischen Gemeinden auf dem Balkan blieben bis zum späten 15. Jahrhundert klein. Zuwachs bekam die jüdische Gemeinde in Serbien durch Juden, die vor der Inquisition in Spanien und Portugal in die von den Osmanen beherrschte Gebiete auf dem Balkan flohen. Die Gemeinden blühten auf und erreichten vor dem Zweiten Weltkrieg einen Höchststand von 33.000 Jüdinnen und Juden (von denen fast 90 Prozent in Belgrad und der Vojvodina lebten). Etwa zwei Drittel der serbischen Jüdinnen und Juden wurden im Holocaust ermordet. Nach dem Krieg wanderte ein großer Teil der verbliebenen jüdischen serbischen Bevölkerung aus, vor allem nach Israel. Bei der Volkszählung 2011 gaben nur 787 Personen an, Juden zu sein. Heute sind nur noch die Synagoge in Belgrad und die Synagoge in Subotica, einst die viertgrößte Synagoge in Europa, in Betrieb. Die Synagoge in Novi Sad wurde in eine Konzerthalle umgewandelt.

## Geschichte

### Altertum
Die ersten Juden kamen in römischer Zeit auf das Gebiet des heutigen Serbiens. Vor dem 10. Jahrhundert gibt es allerdings kaum Nachweise jüdischen Lebens.

### Osmanische Herrschaft
Die jüdischen Gemeinden auf dem Balkan erhielten im 15. und 16. Jahrhundert durch die Ankunft jüdischer Flüchtlinge, die vor der portugiesischen und spanischen Inquisition flohen, Auftrieb. Bayezid II., Sultan des Osmanischen Reiches, hieß die jüdischen Flüchtlinge in seinem Reich willkommen. Die Juden beteiligten sich am Handel zwischen den verschiedenen Provinzen des Osmanischen Reiches und wurden vor allem im Salzhandel wichtig. Im Jahr 1663 betrug die jüdische Bevölkerung Belgrads 800 Personen.
Während der Rest des heutigen Serbiens vom Osmanischen Reich regiert wurde, war das Gebiet der heutigen Vojvodina Teil der Habsburgermonarchie. Im Jahr 1782 erließ Kaiser Joseph II. das Toleranzedikt, das den Juden ein gewisses Maß an Religionsfreiheit gewährte. Das Edikt lockte Juden in viele Teile der Monarchie. Die jüdischen Gemeinden in der Vojvodina blühten auf, und bis zum Ende des 19. Jahrhunderts gab es in der Region fast 40 jüdische Gemeinden.

### Unabhängiges Serbien und Habsburger Vojvodina
Viele Juden beteiligten sich am Kampf der Serben für die Unabhängigkeit vom Osmanischen Reich. Sie versorgten die örtlichen Serben mit Waffen, woraufhin die jüdischen Gemeinden brutalen Vergeltungsmaßnahmen der osmanischen Türken ausgesetzt waren. Als 1804 die Truppen von Karađorđe die Festung Smederevo von den Osmanen eroberten, wurden die Juden aus Šabac und Požarevac vertrieben. Der Unabhängigkeitskampf dauerte bis 1830, als Serbien seine Unabhängigkeit erlangte.
Nach der Befreiung Belgrads wurden die Juden jahrzehntelang Opfer von diskriminierenden Steuern und Beschränkungen bei der Wahl ihres Wohnsitzes. Bei der Befreiung Belgrads zerstörten einige der Aufständischen entgegen den strengen Befehlen des serbischen Führers Karađorđe jüdische Geschäfte und Synagogen. Einige Juden wurden getötet und ein Teil von ihnen wurde zwangsgetauft. Gleichzeitig vertrieben die Aufständischen im Inneren Serbiens die Juden aus Städten und kleinen Gemeinden.

### Königshaus Obrenović

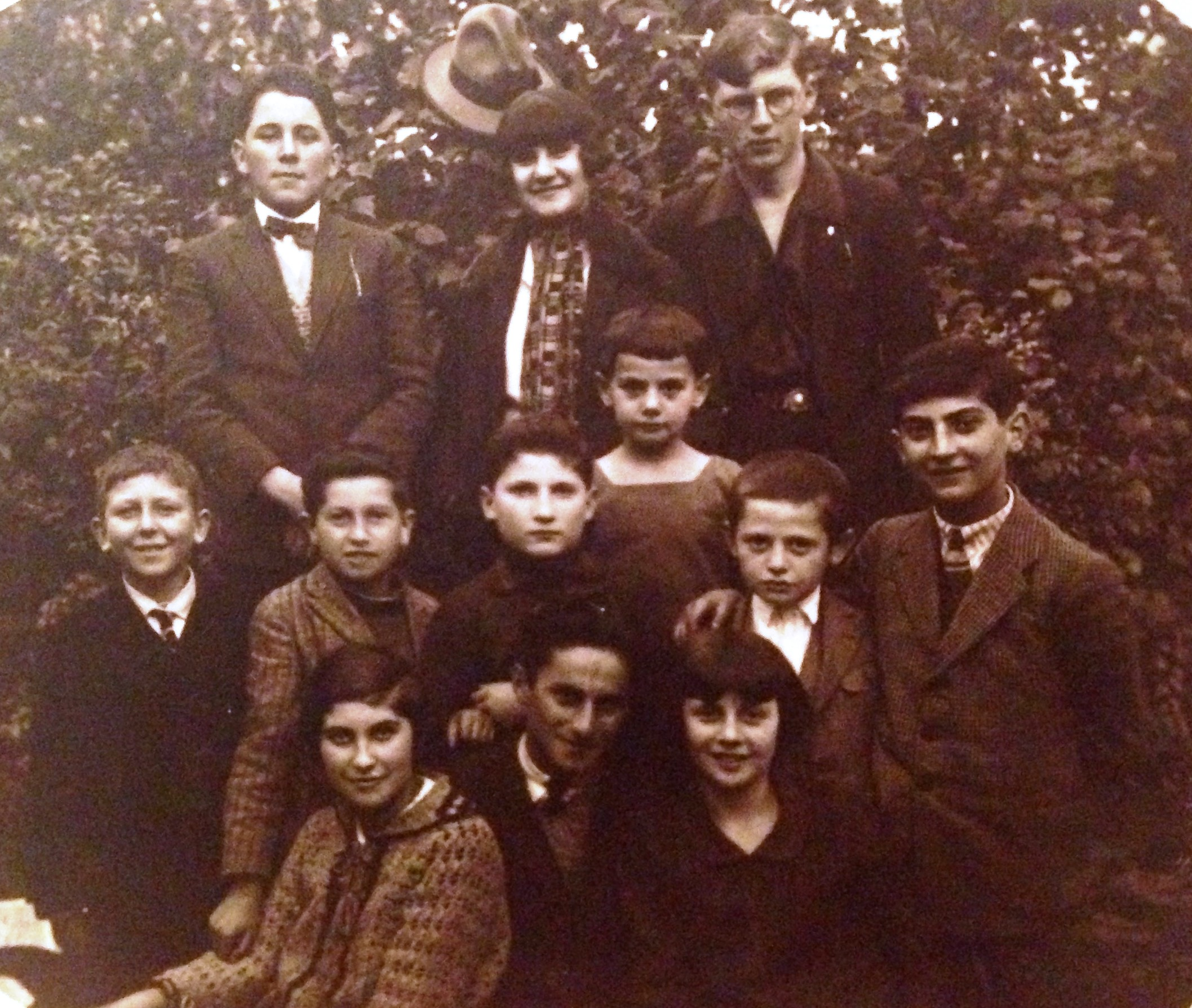
Die Kinder der jüdischen Gemeinde von Ruma im Jahr 1920

Mit der Rückeroberung des serbischen Throns durch das Königshaus Obrenović unter Miloš Obrenović im Jahr 1858 wurden die Beschränkungen für jüdische Kaufleute für einige Zeit wieder gelockert, doch schon drei Jahre später sahen sie sich mit Ausgrenzung und Demütigung konfrontiert. 1860 erbte Mihailo III. den Thron und führte die antijüdischen Beschränkungen wieder ein. Im Jahr 1839 wurde den Juden verboten, an Sonntagen und serbischen Feiertagen Geschäfte zu öffnen, was ihnen großen Schaden zufügte, da ihre Geschäfte samstags und an allen jüdischen Feiertagen geschlossen waren. 1877 wurde zum ersten Mal ein jüdischer Kandidat in die Nationalversammlung gewählt, nachdem er von allen Parteien unterstützt wurde.
In den 1860er und 1870er Jahren begann ein Teil der serbischen Zeitungen, antijüdische Artikel zu veröffentlichen, was zu Drohungen gegen die Juden führte. Im Jahr 1862 brach ein Kampf zwischen Österreichern und Serben aus, und den Juden in Belgrad wurden ihre Rechte entzogen, ähnlich wie bei lokalen Aufständen in den 1840er Jahren.
1879 wurde in Belgrad im Rahmen der serbisch-jüdischen Freundschaft die „Serbisch-Jüdische Gesangsvereinigung“ gegründet. Während des Ersten und Zweiten Weltkriegs durfte der Chor nicht auftreten. Er wurde 1952 in „Baruch Brothers Choir“ umbenannt und ist einer der ältesten noch existierenden jüdischen Chöre der Welt.
Im Jahr 1912 zählte die jüdische Gemeinde des Königreichs Serbien 5.000 Mitglieder. Die serbisch-jüdischen Beziehungen erreichten während des Ersten Weltkriegs, als Juden und Serben Seite an Seite gegen die Mittelmächte kämpften, ein hohes Maß an Zusammenarbeit. 132 Juden starben in den Balkankriegen und im Ersten Weltkrieg. Ihnen zu Ehren wurde in Belgrad auf dem jüdisch-sephardischen Friedhof ein Denkmal errichtet.
Das Auf und Ab antijüdischen Beschränkungen der serbischen Gemeinde setzte sich bis zum Ende des 19. Jahrhunderts fort, als das serbische Parlament 1889 alle antijüdischen Beschränkungen aufhob.

Die Juden im heutigen Nordmazedonien erhielten zum ersten Mal ihre vollen Bürgerrechte, als die Region Teil des Königreichs Serbien wurde.

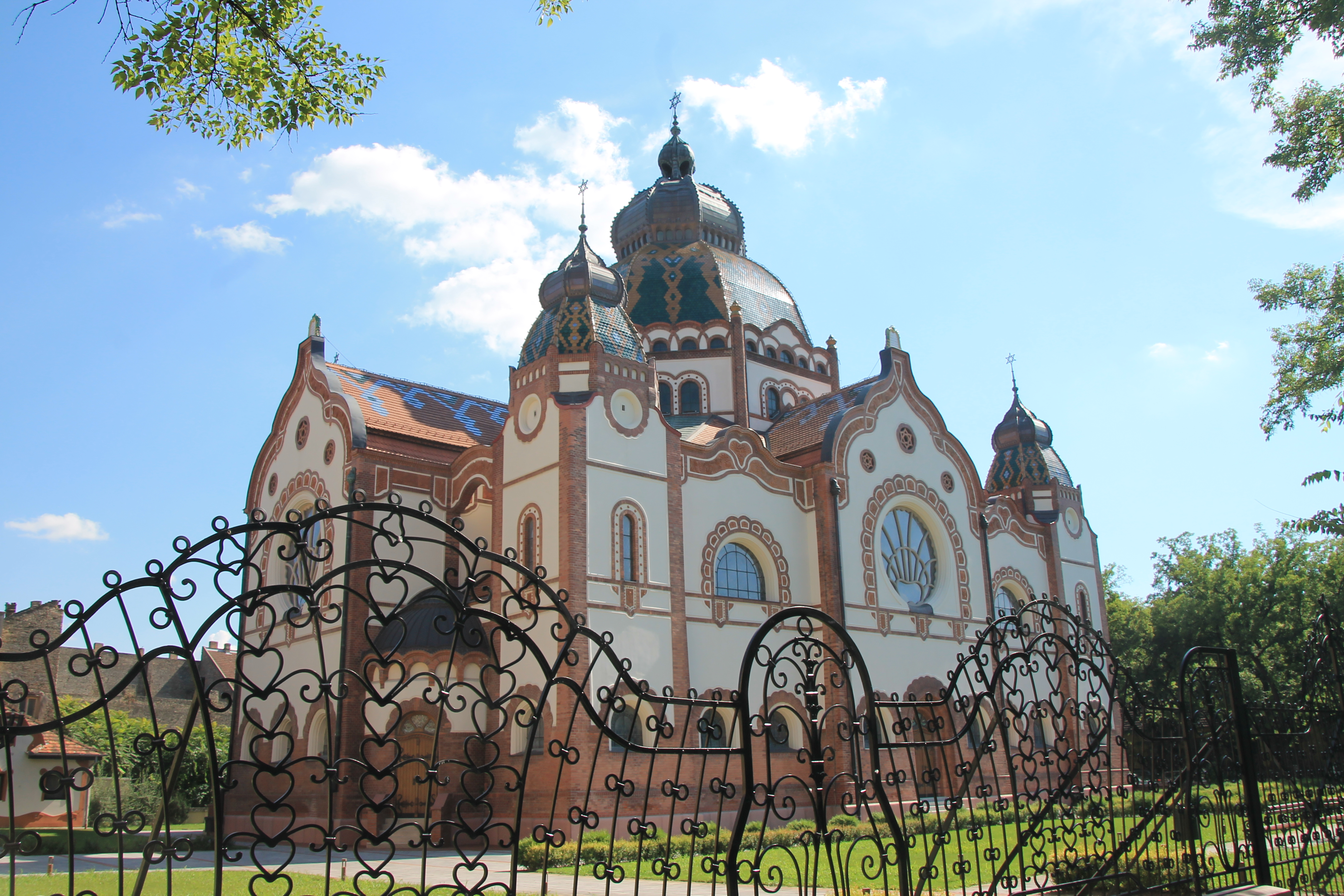
Synagoge in Subotica
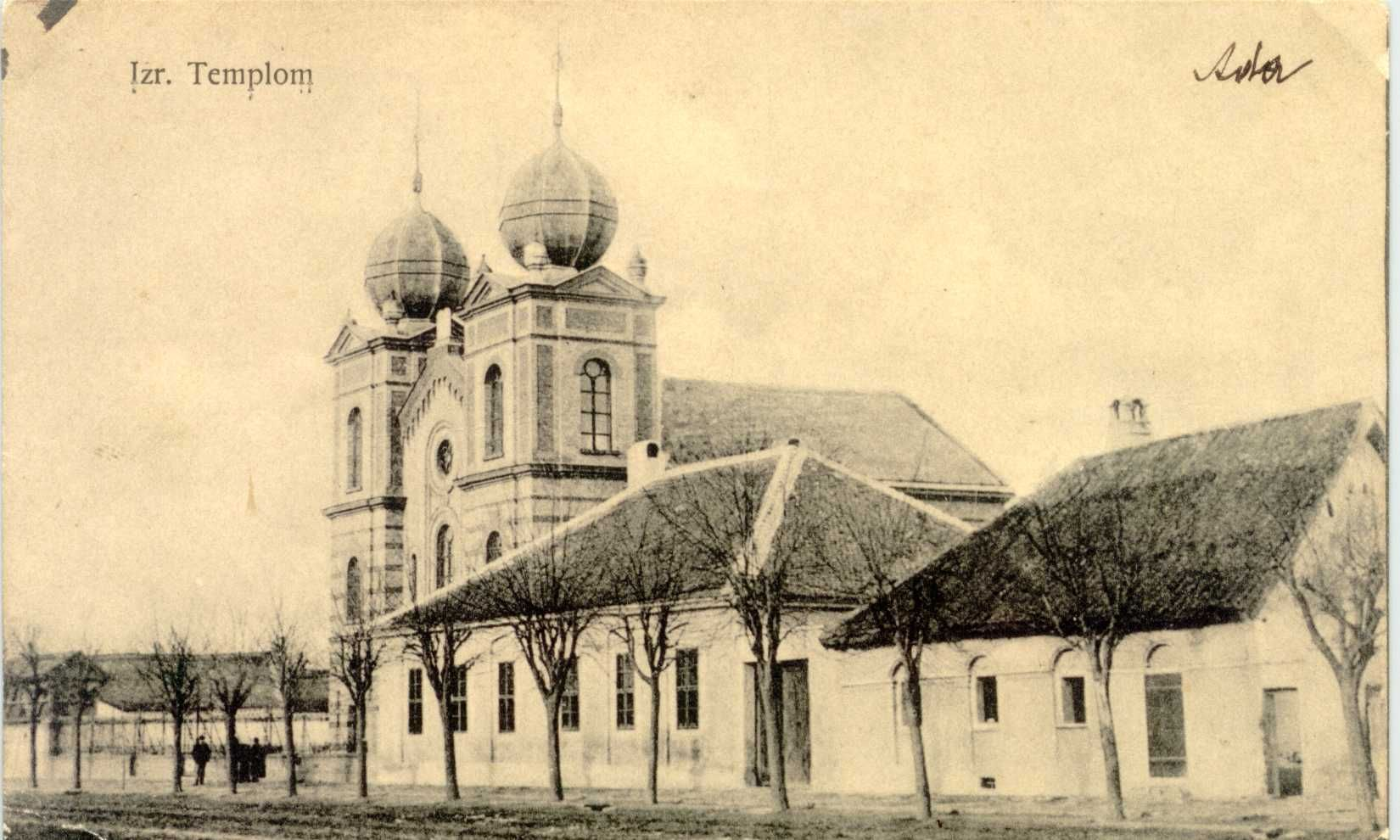
Synagoge in Ada, 1900
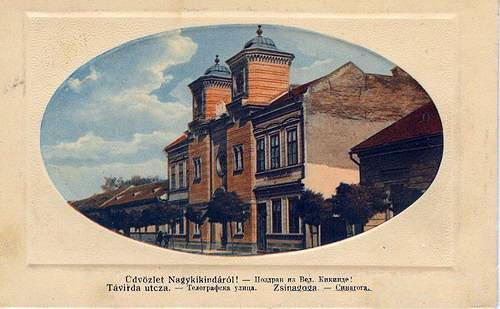
Synagoge in Kikinda
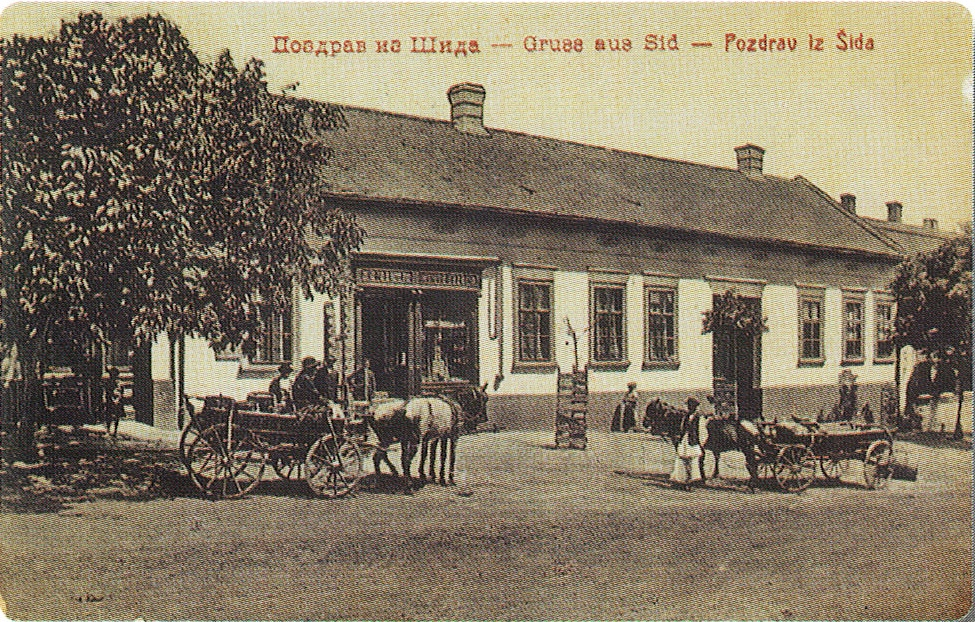
Haus der Familie Winterstein in Šid, 1910
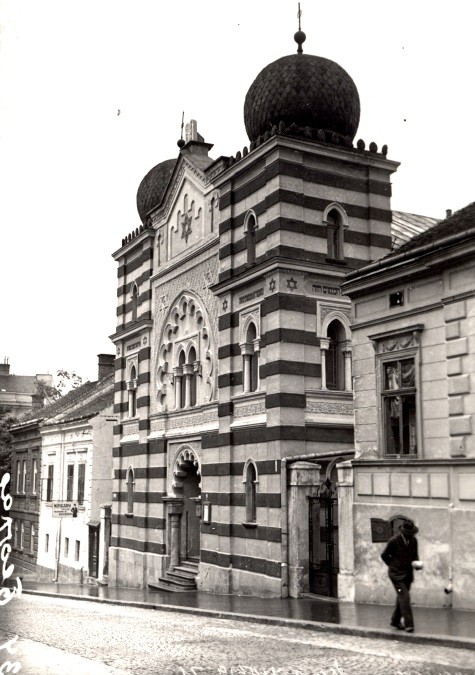
Synagoge Bet Israel in Belgrad, 1908.
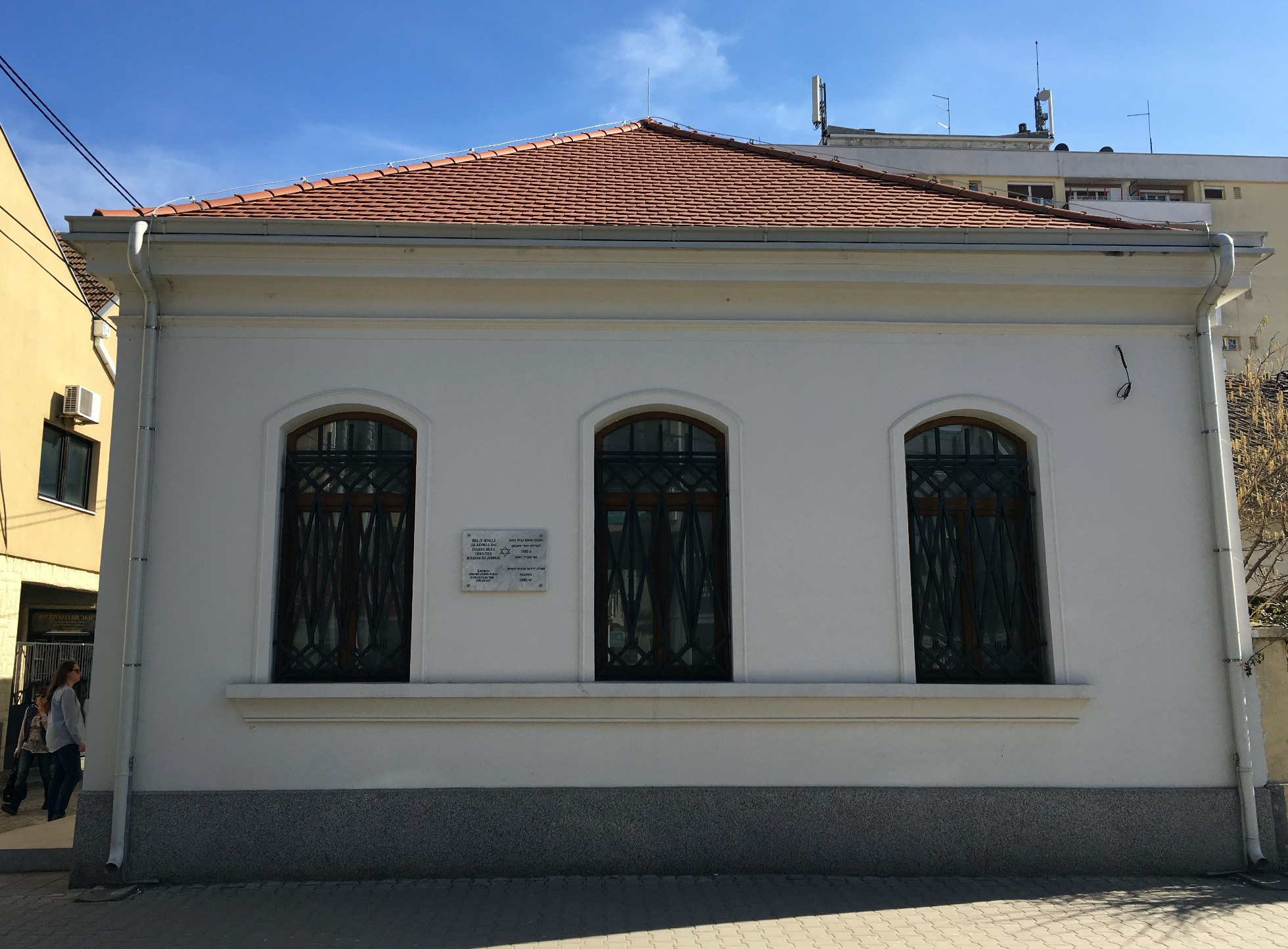
Synagoge in Šabac

### Königreich Jugoslawien
Nach dem Ersten Weltkrieg schlossen sich Montenegro, Banat, Batschka, Syrmien und Baranya Serbien durch Volksabstimmung an. Dieses Großserbien vereinigte sich dann mit dem Staat der Slowenen, Kroaten und Serben zum Königreich der Serben, Kroaten und Slowenen, das bald in Königreich Jugoslawien umbenannt wurde. Serbiens relativ kleine jüdische Gemeinde von 13.000 Personen (einschließlich 500 im Kosovo), vereinigte sich mit den großen jüdischen Gemeinden der anderen jugoslawischen Gebiete, die etwa 51.700 zählten. In der Zwischenkriegszeit (1919–1939) blühten die jüdischen Gemeinden des Königreichs Jugoslawien auf.
Vor dem Zweiten Weltkrieg lebten etwa 31.000 Juden in der Vojvodina. In Belgrad bestand die jüdische Gemeinde aus 10.000 Einwohnern, von denen 80 Prozent Ladino sprechende sephardische Juden und 20 Prozent Jiddisch-sprechende aschkenasische Juden waren.
Die Konstitution von Vidovdan aus dem Jahr 1921 garantierte den Juden die Gleichstellung und das Gesetz regelte ihren Status als Religionsgemeinschaft.
Mit dem Gesetz über die Glaubensgemeinde der Juden im Königreich Jugoslawien vom 14. Dezember 1929 wurde das Verhältnis zum Staat neu geregelt und die traditionelle jüdische Selbstverwaltung zum Teil abgeschafft. Offiziell blieben die jüdischen Gemeinden „Selbstverwaltungs-Körperschaften“, tatsächlich mussten sie ihre Statuten dem Justizministerium zur Bestätigung vorlegen, und das Ministerium sprach auch das letzte Wort, wenn sich jüdische Gemeinden gründeten, spalteten, vereinten oder auflösten.

### Zweiter Weltkrieg und Holocaust

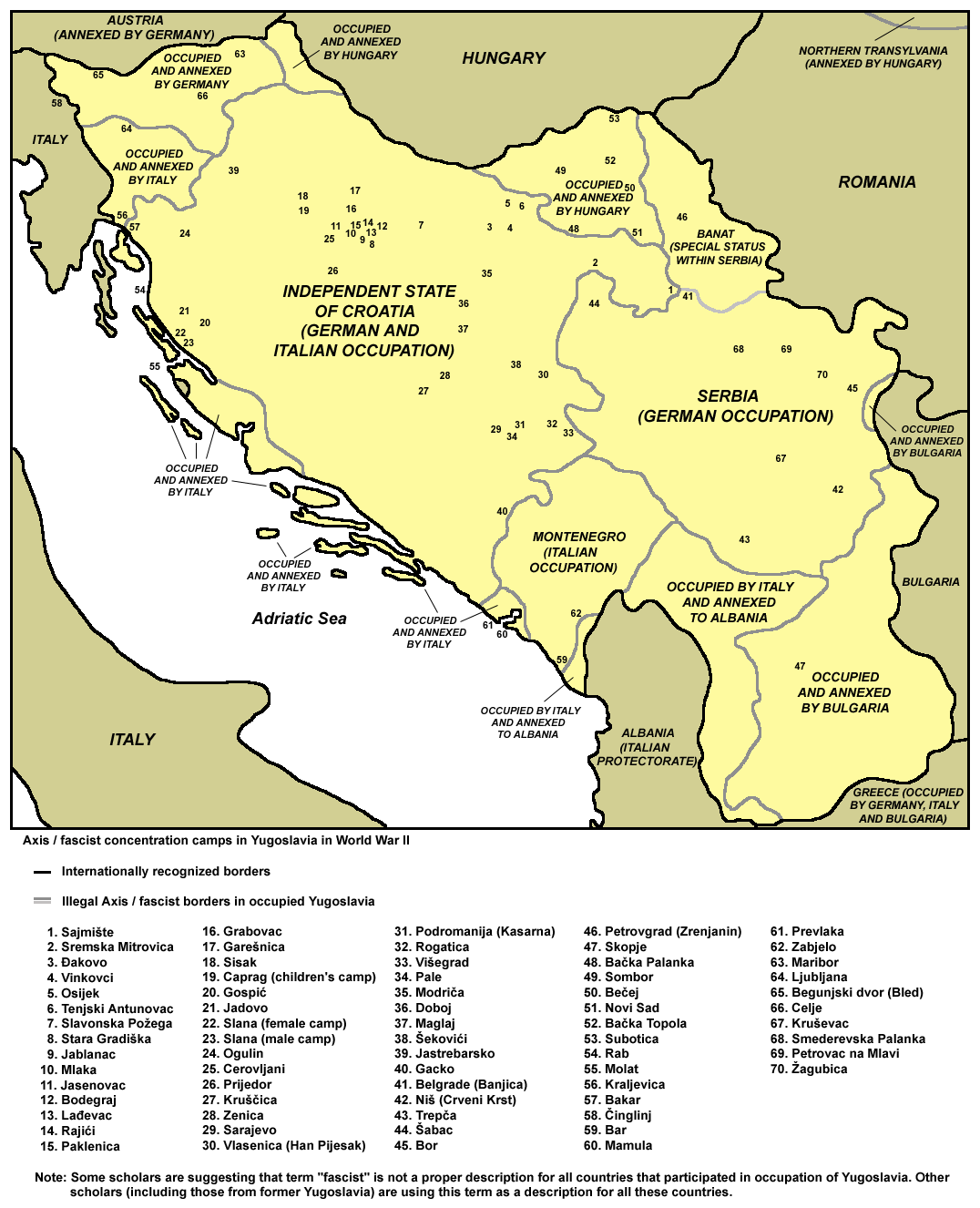
Konzentrationslager in Jugoslawien während des Zweiten Weltkriegs

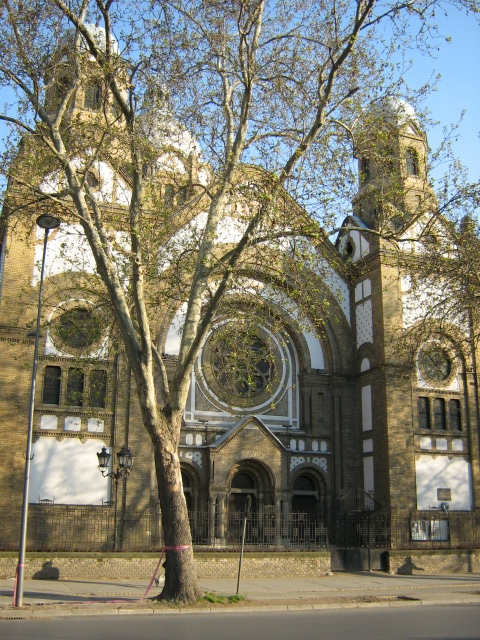
Synagoge in Novi Sad

Das Königreich Jugoslawien versuchte in der Zeit vor dem Zweiten Weltkrieg, seine Neutralität zu wahren. Der Premierminister Milan Stojadinović versuchte Adolf Hitler aktiv zu umwerben und gleichzeitig das Bündnis mit den ehemaligen Entente-Mächten Großbritannien und Frankreich aufrechtzuerhalten. Trotz der Annäherung an Deutschland war die jugoslawische Politik nicht antisemitisch: So öffnete Jugoslawien nach dem Anschluss Österreichs seine Grenzen für österreichische Juden. Unter dem zunehmenden Druck, den deutschen Forderungen nach einem sicheren Durchgang seiner Truppen nach Griechenland nachzugeben, unterzeichnete Jugoslawien den Dreimächtepakt mit Deutschland und Italien, ebenso wie Bulgarien und Ungarn. Im Gegensatz zu Bulgarien und Ungarn wurde die jugoslawische Regierung Maček und Cvetković jedoch drei Tage später durch einen von Großbritannien unterstützten Staatsstreich patriotischer, antideutscher Generäle gestürzt. Die neue Regierung widerrief sofort die jugoslawische Unterschrift unter den Pakt und forderte strikte Neutralität. Die deutsche Reaktion war schnell und brutal: Belgrad wurde am 6. April 1941 ohne Kriegserklärung bombardiert und deutsche, italienische, ungarische und bulgarische Truppen marschierten in Jugoslawien ein.
In Serbien errichteten die deutschen Besatzer mit Unterstützung der Marionettenregierung von Milan Nedić Konzentrationslager und starteten ihre Vernichtungspolitik. Der nationalsozialistische Völkermord an den jugoslawischen Juden begann im April 1941. Das wichtigste Rassengesetz in Serbien wurde am 30. April 1941 verabschiedet: die Rechtsverordnung über rassische Abstammung (Zakonska odredba o rasnoj pripadnosti). Juden aus Syrmien wurden in kroatische Konzentrationslager verschleppt, ebenso wie viele Juden aus anderen Teilen Serbiens. In Restserbien trieben die Deutschen Juden aus dem Banat und Belgrad zusammen und errichteten ein Konzentrationslager jenseits der Save im syrmischen Teil von Belgrad, das dann vom Unabhängigen Staat Kroatien betrieben wurde. Das Konzentrationslager Sajmište wurde errichtet, um Juden, Roma, Sinti und Jenische sowie serbische Regimegegner zu ermorden.
Nachdem im Mai 1942 die letzten Juden ermordet worden waren, telegrafierte Emanuel Schäfer, Kommandant der Sicherheitspolizei und Gestapo in Serbien, nach Berlin:
„Serbien ist judenfrei.“
Ähnlich äußerte sich Harald Turner von der SS 1942:
„Serbien ist das einzige Land, in dem die Judenfrage und die Zigeunerfrage gelöst sind.“

Als Serbien 1944 befreit wurde, waren die meisten serbischen Juden ermordet worden. Von den 82.500 Juden Jugoslawiens, die 1941 lebten, überlebten nur 14.000 (17 Prozent) den Holocaust. Von den 16.000 jüdischen Einwohnern in dem von der Nazi-Marionettenregierung unter Milan Nedić kontrollierten Gebiet ermordeten Polizei und Geheimdienste etwa 14.500.

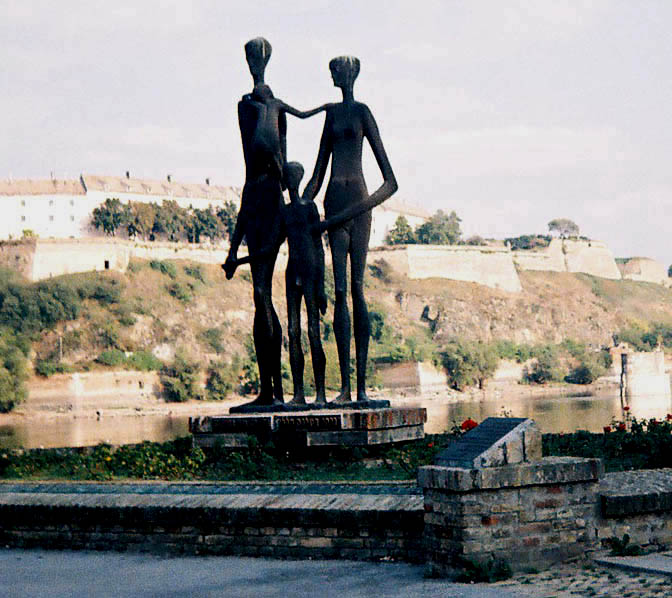
Denkmal in Novi Sad für die bei der Razzia 1942 getöteten jüdischen und serbischen Zivilisten

Eine ähnliche Judenverfolgung gab es im Gebiet der heutigen Vojvodina, das von Ungarn annektiert wurde. Bei dem Massaker von Novi Sad 1942 töteten die ungarischen Truppen viele jüdische und nichtjüdische serbische Zivilisten in Bačka.
Der Historiker Christopher Browning erklärte auf einer Konferenz zum Thema serbische Beteiligung am Holocaust:
„Serbien war das einzige Land außerhalb Polens und der Sowjetunion, in dem alle jüdischen Opfer ohne Deportation an Ort und Stelle getötet wurden, und es war das erste Land nach Estland, das für „judenfrei“ erklärt wurde, ein Begriff, der von den Nazis während des Holocaust verwendet wurde, um ein Gebiet zu bezeichnen, das frei von allen Juden war.“

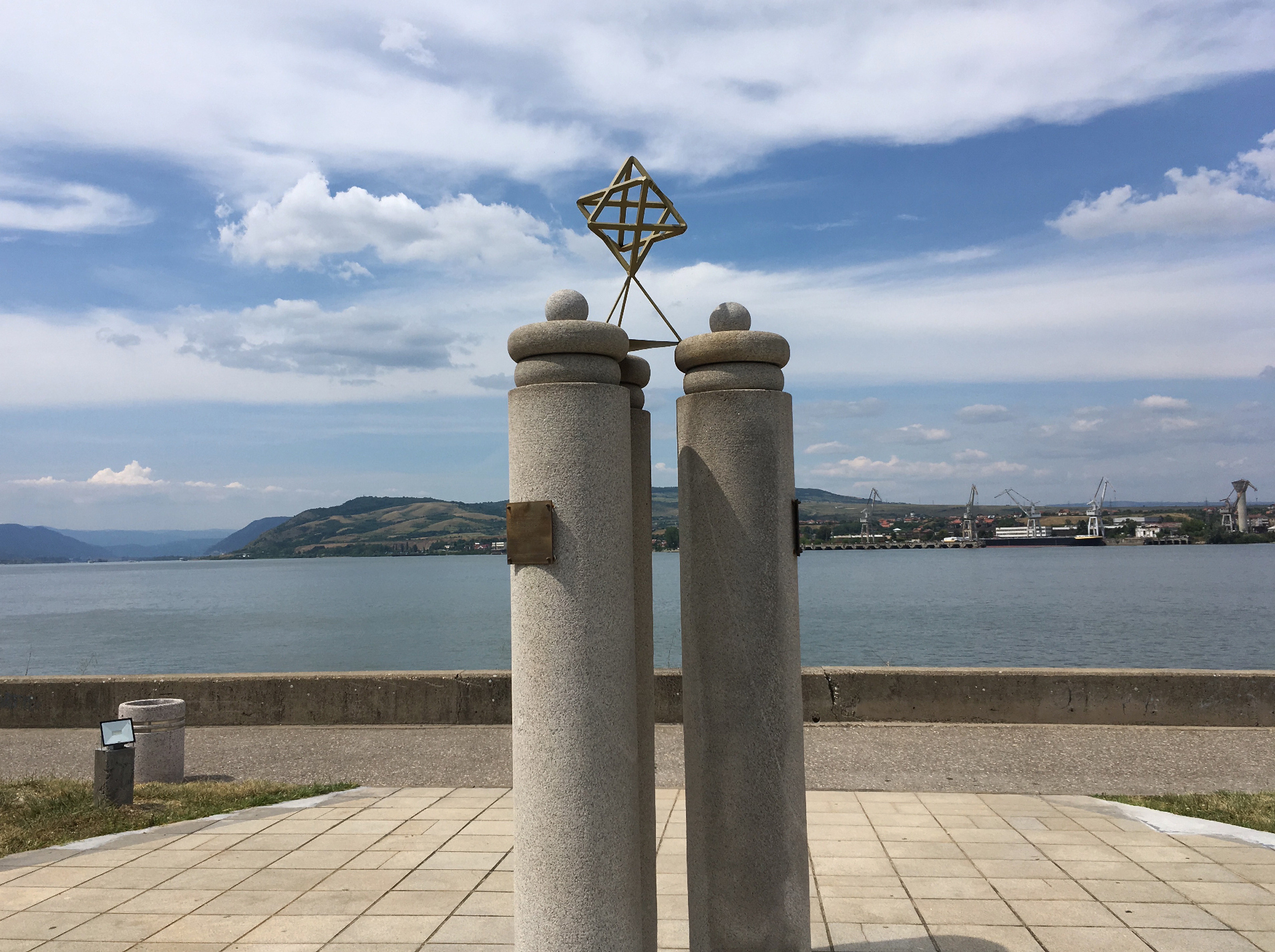
Kladovo-Transport Denkmal

Zahlreiche serbische Zivilisten beteiligten sich in dieser Zeit an der Rettung jugoslawischer Juden. Miriam Steiner-Aviezer, Erforscherin des jugoslawischen Judentums und Mitglied der Kommission Gerechte unter den Völkern von Yad Vashem, sagt: „Die Serben haben viele Juden gerettet.“ Mit Stand 2021 ehrt Yad Vashem 139 Serbinnen und Serben als Gerechte unter den Völkern, die höchste Zahl unter den Balkanländern.

### Sozialistische Föderative Republik Jugoslawien

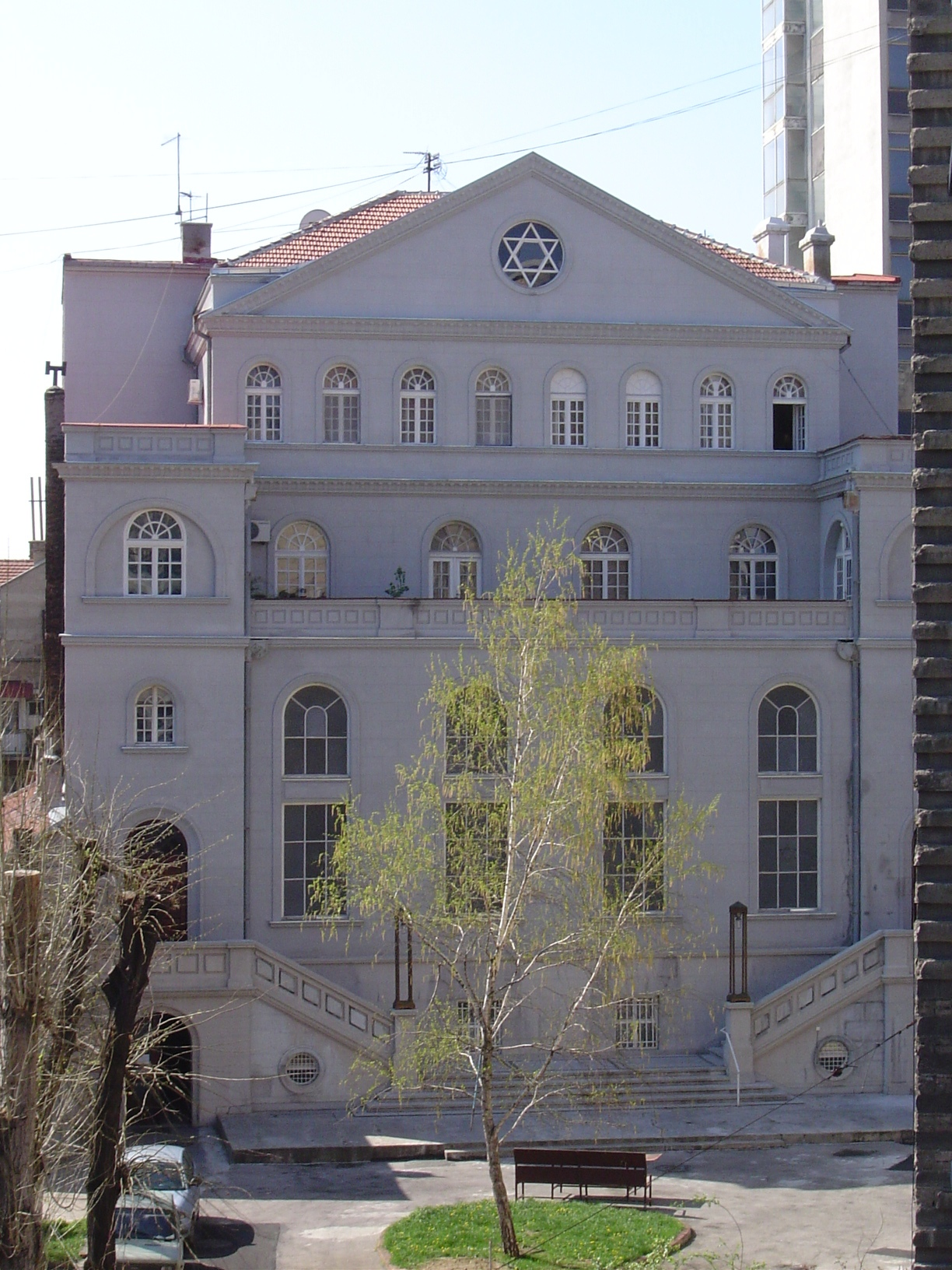
Synagoge in Belgrad

Die Juden Serbiens lebten zwischen dem Zweiten Weltkrieg und den 1990er Jahren relativ friedlich im sozialistischen Jugoslawien. Das Ende des Kalten Krieges sah jedoch den Zusammenbruch Jugoslawiens und die darauf folgenden Bürgerkriege.
Nach dem Zweiten Weltkrieg wurde der Verband jüdischer Gemeinden in Jugoslawien gegründet, um die jüdischen Gemeinden im Nachkriegsjugoslawien zu koordinieren und sich für das Recht der Juden auf Einwanderung nach Israel einzusetzen. Mehr als die Hälfte der jugoslawischen Überlebenden entschied sich nach dem Zweiten Weltkrieg für die Einwanderung nach Israel.
Die jüdische Gemeinde Serbiens und aller Teilrepubliken Jugoslawiens wurde bis zum Zerfall Jugoslawiens in den 1990er Jahren von der einigenden Kraft des Verbandes der jüdischen Gemeinden in Jugoslawien aufrechterhalten.

### Jugoslawienkriege
Vor den Jugoslawienkriegen in den 1990er Jahren lebten etwa 2.500 Juden in Serbien, hauptsächlich in Belgrad.
Während der Jugoslawienkriege und internationaler Sanktionen entschieden sich viele Juden für die Einwanderung nach Israel und in die Vereinigten Staaten. Während des NATO-Bombenangriffs im Jahr 1999 verlegte der Verband jüdischer Gemeinden in Jugoslawien viele der jüdischen Senioren, Frauen und Kinder aus Belgrad zu ihrer Sicherheit nach Budapest; viele von ihnen wanderten dauerhaft aus.

### Republik Serbien
Die serbische Regierung erkennt das Judentum als eine der sieben „traditionellen“ Religionsgemeinschaften Serbiens an. Die einzigen noch aktiven Synagogen in Serbien sind die Synagoge in Belgrad und die Synagoge in Subotica.
Erscheinungsformen des Antisemitismus sind in der Republik Serbien relativ selten zu finden. Laut dem Bericht des Außenministeriums der Vereinigten Staaten über Menschenrechtspraktiken in Serbien für 2006 heißt es: „Jüdische Organisationen in Serbien berichteten über seltene Vorfälle von Antisemitismus, einschließlich antisemitischer Graffiti, Vandalismus, antisemitische Bücher in geringer Auflage und Internet-Postings“. Im Jahr 2013 war beispielsweise die Innenstadt von Belgrad mit Plakaten übersät, die Berichten zufolge vom serbischen Ableger  von Blood & Honour plakatiert wurden. Auf den Plakaten wurden „die Juden“ beschuldigt, für die Bombardierung des ehemaligen Jugoslawien im Jahr 1999 verantwortlich zu sein. Diese Vorfälle müssen im Zusammenhang mit dem geringen, aber wachsenden Antisemitismus in Serbien gesehen werden.

## Demografische Entwicklung
Bei den Volkszählungen in Serbien ab dem Jahr 1953 wurde die folgende Anzahl an Jüdinnen und Juden ermittelt:
| Jahr | Anzahl |
| ---- | ------ |
| 1953 | 1.504  |
| 1961 | 1.250  |
| 1971 | 1.128  |
| 1981 | 683    |
| 1991 | 1.107  |
| 2002 | 1.185  |
| 2011 | 787    |

Bei der Volkszählung im Jahr 2002 verteilte sich der jüdische Bevölkerungsanteil wie folgt über die Städte und Regionen:
| Stadt / Region | jüdischer Bevölkerungsanteil | Gesamtbevölkerung |
| -------------- | ---------------------------- | ----------------- |
| Belgrad        | 415                          | 1.576.124         |
| Novi Sad       | 400                          | 299.294           |
| Subotica       | 89                           | 148.401           |
| Pančevo        | 42                           | 127.162           |
| Rest Serbiens  | 239                          | 5.646.314         |
| Total          | 1.185                        | 7.498.001         |

Bei der Volkszählung im Jahr 2011 erklärten sich 787 Personen als Juden und 578 Personen gaben ihre Religion als Judentum an. Etwa die Hälfte von ihnen lebt in Belgrad, fast alle anderen sind in der Vojvodina zu finden (insbesondere in den drei größten Städten: Novi Sad, Subotica und Pančevo):
| Stadt / Region | Judentum | Gesamtbevölkerung |
| -------------- | -------- | ----------------- |
| Belgrad        | 286      | 1.659.440         |
| Novi Sad       | 84       | 341,625           |
| Subotica       | 75       | 141,554           |
| Pančevo        | 31       | 123,414           |
| Restserbien    | 102      | 4,920,829         |
| Total          | 578      | 7,186,862         |

## Personen
Personen serbisch-jüdischer Abstammung oder jüdische Personen mit Bezug zu Serbien sind:
- David Albahari, Schriftsteller

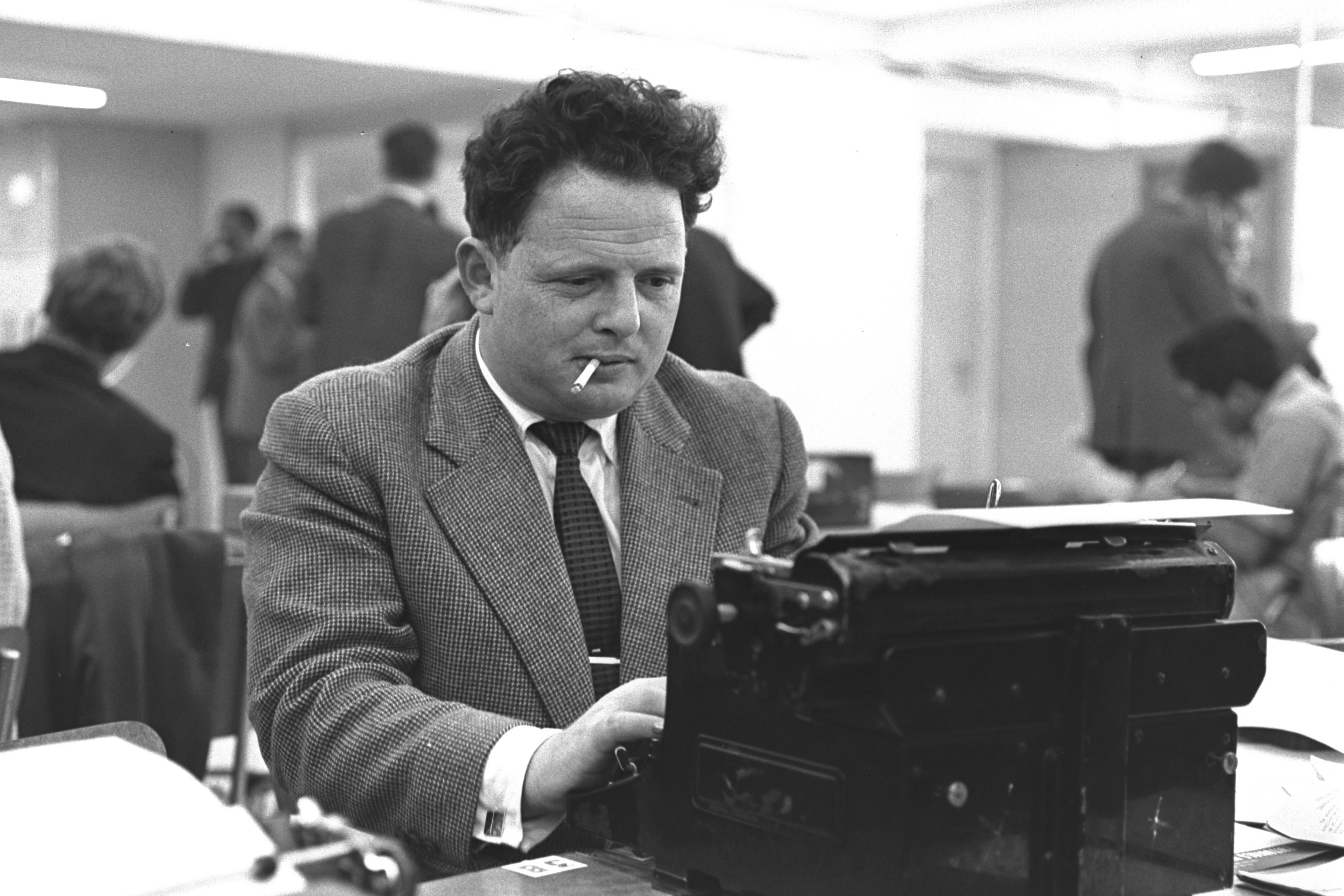
Tommy Lapid berichtet vom Prozess gegen Adolf Eichman, Jerusalem 1961

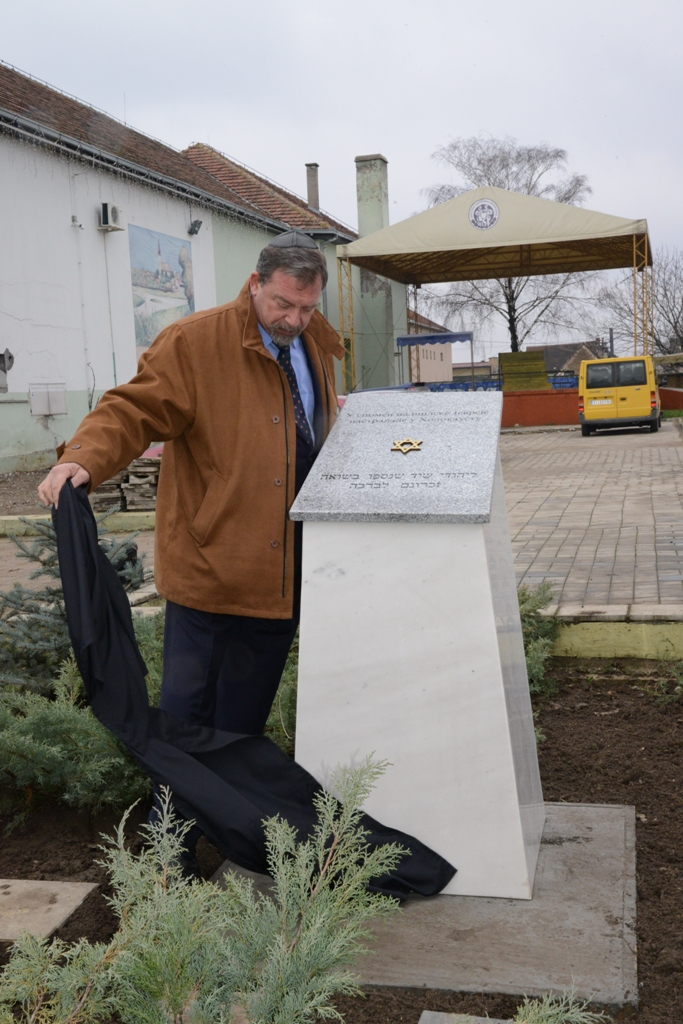
Ruben Fuks, Präsident des Verbands der jüdischen Gemeinden in Serbien, 2013

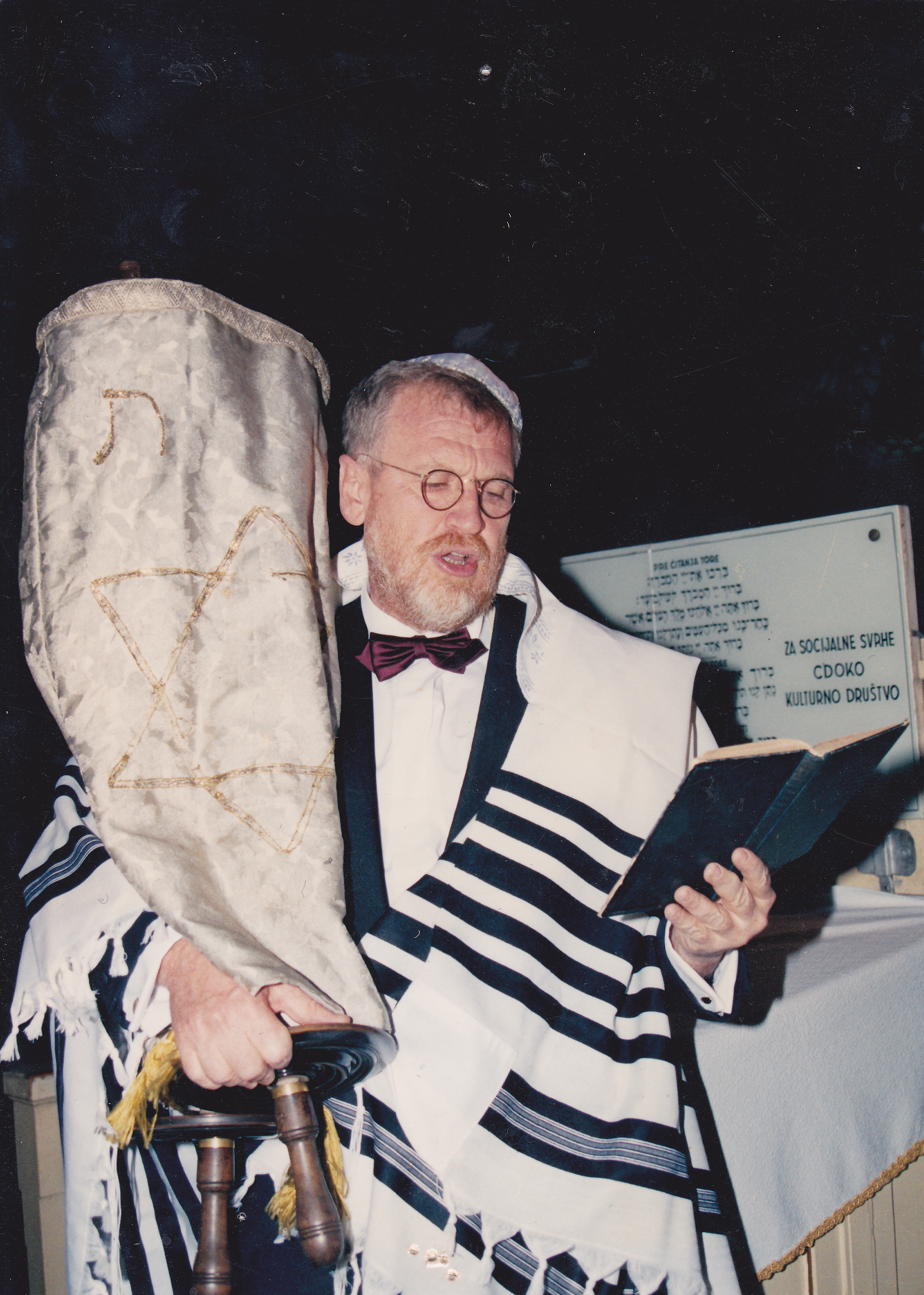
Halbrohr Tamás

- David Albala, Militäroffizier, Arzt, Diplomat und jüdischer Gemeindevorsteher
- Albert Bogen, in Serbien geborener österreichisch-ungarischer Fechter
- Oskar Danon, Komponist
- Oskar Davičo, Dichter
- Filip David, Dramatiker und Kolumnist
- Jelena Đurović, Schriftsteller, Politiker und Journalist
- Predrag Ejdus, Schauspieler
- Vanja Ejdus, Schauspielerin
- Rahela Ferari, Schauspielerin
- Henrich-Haim Fingerhut, erster Radiosprecher von Radio Belgrad
- Ruben Fuks, Präsident des Verbands der jüdischen Gemeinden in Serbien
- Ivan Ivanji, Schriftsteller
- Enriko Josif, Komponist
- Danilo Kiš, Schriftsteller
- Geca Kon, Buchhändler und Verleger
- Marko Kon, Popsänger
- Gordana Kuić, Schriftstellerin
- Shaul Ladany, Israeli Olympian athlete
- Tommy Lapid, ehemaliger israelischer Politiker ungarischer Abstammung, geboren in Novi Sad
- Paulina Lebl-Albala, Schriftstellerin und Feministin
- Sonja Licht, politische Aktivistin
- Lior Narkis, israelischer Popsänger (Mutter in Serbien geboren)
- Izidor Papo, Herzchirurg, Generaloberst der medizinischen Einheit der jugoslawischen Volksarmee
- Moša Pijade, Politiker, Journalist und Übersetzer
- Dan Reisinger, israelischer Grafiker
- Seka Sablić, Schauspielerin
- Erich Šlomović, Kunstsammler
- Halbrohr Tamás, ehemaliger Präsident der Jüdischen Gemeinde von Subotica
- Aleksandar Tišma, Schriftsteller
- Stanislav Vinaver, Schriftsteller, Dichter, Übersetzer und Journalist
- Mira Adanja Polak, Journalist